# Daniel Shirley
Daniel Adin Shirley (* 13. April 1979 in Waitakere City) ist ein neuseeländischer Badmintonspieler. 

## Karriere
Daniel Shirley nahm 2004 im Mixed an Olympia teil. Er verlor dabei in Runde zwei und wurde somit 9. in der Endabrechnung. 2005 gewann er bei der Weltmeisterschaft überraschend Bronze im Mixed mit Sara Runesten-Petersen. 2001, 2002 und 2006 siegte er bei den Australian Open.

## Sportliche Erfolge
| Saison | Veranstaltung            | Disziplin    | Platz | Name                                       |
| ------ | ------------------------ | ------------ | ----- | ------------------------------------------ |
| 1998   | New Zealand Open         | Herrendoppel | 1     | Dean Galt / Daniel Shirley                 |
| 1998   | Auckland International   | Herrendoppel | 3     | Dean Galt / Daniel Shirley                 |
| 1998   | Auckland International   | Mixed        | 2     | Daniel Shirley / Sheree Jefferson          |
| 1999   | Ozeanienmeisterschaft    | Herrendoppel | 2     | Dean Galt / Daniel Shirley                 |
| 1999   | Auckland International   | Herrendoppel | 2     | Dean Galt / Daniel Shirley                 |
| 1999   | Auckland International   | Mixed        | 2     | Daniel Shirley / Renee Flavell             |
| 2000   | Auckland International   | Herrendoppel | 2     | John Gordon / Daniel Shirley               |
| 2000   | Auckland International   | Mixed        | 1     | Daniel Shirley / Tammy Jenkins             |
| 2001   | Australian Open          | Mixed        | 1     | Daniel A. Shirley / Sara Runesten-Petersen |
| 2001   | Auckland International   | Herrendoppel | 2     | Chris Blair / Daniel Shirley               |
| 2001   | Auckland International   | Mixed        | 1     | Daniel Shirley / Sara Runesten-Petersen    |
| 2002   | Dutch International      | Herrendoppel | 1     | John Gordon / Daniel Shirley               |
| 2002   | Australian Open          | Mixed        | 1     | Daniel A. Shirley / Sara Runesten-Petersen |
| 2002   | Auckland International   | Herrendoppel | 1     | John Gordon / Daniel Shirley               |
| 2002   | Auckland International   | Mixed        | 1     | Daniel Shirley / Sara Runesten-Petersen    |
| 2003   | Wellington International | Herrendoppel | 1     | John Gordon / Daniel Shirley               |
| 2003   | Ballarat International   | Herrendoppel | 1     | John Gordon / Daniel Shirley               |
| 2003   | Ballarat International   | Mixed        | 1     | Daniel Shirley / Sara Runesten-Petersen    |
| 2004   | Olympia                  | Mixed        | 9     | Daniel Shirley / Sara Runesten-Petersen    |
| 2004   | Auckland International   | Herrendoppel | 1     | John Gordon / Daniel Shirley               |
| 2004   | Auckland International   | Mixed        | 1     | John Gordon / Sara Runesten-Petersen       |
| 2004   | Malaysia International   | Mixed        | 1     | Sara Runesten-Petersen / Daniel Shirley    |
| 2005   | Weltmeisterschaft        | Mixed        | 3     | Sara Runesten-Petersen / Daniel Shirley    |
| 2005   | New Zealand Open         | Herrendoppel | 2     | John Gordon / Daniel Shirley               |
| 2005   | New Zealand Open         | Mixed        | 1     | Daniel Shirley / Sara Runesten-Petersen    |
| 2006   | Australian Open          | Mixed        | 1     | Daniel Shirley / Joanne Quay               |
| 2006   | Australian Open          | Herrendoppel | 1     | John Gordon / Daniel Shirley               |
| 2006   | Ozeanienmeisterschaft    | Mixed        | 1     | Daniel Shirley / Sara Runesten-Petersen    |
| 2006   | Victorian International  | Mixed        | 1     | Daniel Shirley / Renee Flavell             |
| 2006   | Ozeanienmeisterschaft    | Herrendoppel | 2     | John Gordon / Daniel Shirley               |
| 2007   | Australian Open          | Herrendoppel | 2     | John Gordon / Daniel Shirley               |